# Hevisaurus
Hevisaurus es una banda de música finlandesa de Power metal y Heavy metal. Se diferencia de otras bandas de su estilo porque 4 de sus componentes van vestidos como dinosaurios y el quinto va disfrazado de dragón, y utilizan como accesorios pulseras de pinchos y chaquetas de cuero negro. Es uno de los primeros grupos de heavy metal cuyo enfoque de mercado es el público tanto infantil como adulto, pues sus letras están enfocadas en la aventura y la diversión, cantando en ocasiones sobre los deberes y sobre monstruos.
La licencia de Hevisaurus fue cedida mediante Sony Music (su discográfica) para todos los países de América Latina a la empresa argentina Fa sostenido quienes operaron entre los años 2012-2019 la banda Heavysaurios.
La historia oficial en forma de cuento explica que la banda nació cuando un cegador rayo y los hechizos de unas brujas destaparon, rompieron y devolvieron a la vida cinco huevos de dinosaurios del metal enterrados en una montaña hace 65 millones de años – alrededor de la época en la que la mayoría de los dinosaurios se extinguieron.

## Fundación
Hevisaurus fue fundada por Mirka Rantanen, baterista de la banda finlandesa Thunderstone. Luego de asistir con sus hijos a un concierto infantil, tuvo la idea de fundar una banda infantil de heavy metal.
La banda tocó por primera vez para el público infantil en septiembre de 2009. Luego firmaron contrato con la discográfica  Sony BMG para su primer álbum de larga duración, Jurahevin kuninkaat ("Reyes del metal jurásico")

### Disputa con Sony Music
A principios de 2011, el fundador de la banda, Mirka Rantanen, tuvo una disputa con el sello discográfico de la banda, Sony Music. Debido a esto, Rantanen y tres miembros de la banda que pertenecen al conjunto vivo de la banda decidieron abandonar Hevisaurus y formar una nueva banda, SauruXet. La misma ha seguido haciendo música para niños de power metal con el concepto original y nombres de artistas casi idénticos. Mientras que Hevisaurus mantiene a su cantante principal, sus productores y los trajes de la etapa inicial.

## Integrantes
- Herra Hevisaurus — voz
- Milli Pilli — teclados
- Komppi Momppi — batería
- Riffi Raffi — guitarra eléctrica
- Muffi Puffi — bajo eléctrico

## Discografía

### Álbumes
- 2009: Jurahevin kuninkaat (Metal Jurásico) (alcanzó el puesto n.º 5 en Suomen virallinen lista)
- 2010: Hirmuliskojen yö (alcanzó el puesto n.º 3 en Suomen virallinen lista)
- 2011: Räyh!
- 2011: Räyhällistä joulua
- 2012: Kadonneen Louhikäärmeen Arvoitus (el misterio del dragón desaparecido) (alcanzó el puesto n.º 1 en Suomen virallinen lista)
- 2013: Vihreä Vallankumous (La Revolución Verde)
- 2014: Jurahevin Ikivihreät (Compilado)
- 2015: Soittakaa Juranoid! (Llamada Jurásica!)
- 2017: Mikä minusta tulee isona?  (Qué seré cuando sea grande?)
- 2019: Bändikouluun (a la escuela de grupos musicales)
- 2025: Maailmankiertueella (Gira mundial)

### Sencillos
- 2009: «Jurahevin kuninkaat»
- 2009: «Viimeinen mammutti»
- 2010: «Kurajuhlat»
- 2010: «Hirmuliskojen pikkujoululevy» (alcanzó el puesto n.º 1 en Suomen virallinen lista)
- 2011: «Räyh!»
- 2015: «Juranoid»
- 2017: «Mikä minusta tulee isona?»
- 2019: «Bändikouluun»
- 2019: «Poro soitti taikarumpua»
- 2019: «100»
- 2023: «Hevimetallisarvet»
- 2024: «Kalloween»

## Colaboraciones
Cuenta con importantes colaboradores: Mirka Rantanen (Thunderstone), Jens Johansson (Dio, Yngwie J. Malmsteen, Stratovarius), Henrik Klingenberg (Sonata Arctica), Mikko Kosonen (Maija Vilkkumaa), Nino Laurenne (Thunderstone) y Mikko Salovaara (Kiuas).